# Pentias thompsoni
Pentias thompsoni là một loài chân đều trong họ Idoteidae. Loài này được Collinge miêu tả khoa học năm 1916.